# سزار فرانک
سزار فرانک (به فرانسوی: César Franck) آهنگساز، آموزگار موسیقی و نوازنده ارگ بلژیکی بود که شهروندی فرانسه را برای خود اختیار کرد. در ۱۰ دسامبر ۱۸۲۲ در لیژ زاده شد و در ۸ نوامبر ۱۸۹۰ در پاریس از دنیا رفت. فرانک از چهره‌های درخشان موسیقی رمانتیک در نیمه دوم سدهٔ نوزدهم است.

## زندگی
پدرش بنا داشت از او یک نوازنده بزرگ پیانو بسازد. او وارد هنرستان موسیقی (کنسرواتور) لی‌یژ شد و پس از یک سال شاگردی نزد آنتونین رایشا آموزش خود را در هنرستان موسیقی پاریس ادامه داد. در سال ۱۸۷۱ به استادی هنرستان موسیقی (کنسرواتوار) پاریس برگزیده شد و شاگردانی همچون ونسان دندی، گابریل پییرنه، ارنست شوسون و هانری دوپارک را تربیت نمود. در ۱۸۸۵ موفق به دریافت لژیون دونور گردید و یک سال بعد به ریاست انجمن ملی موسیقی فرانسه رسید. تأثیر وی روی آهنگسازان نسل پس از خود، بویژه در زمینه موسیقی مجلسی، بسیار آشکار و با اهمیت می‌باشد.

## مهمترین آثار
- چهار اپرا
- سمفونی در ر مینور

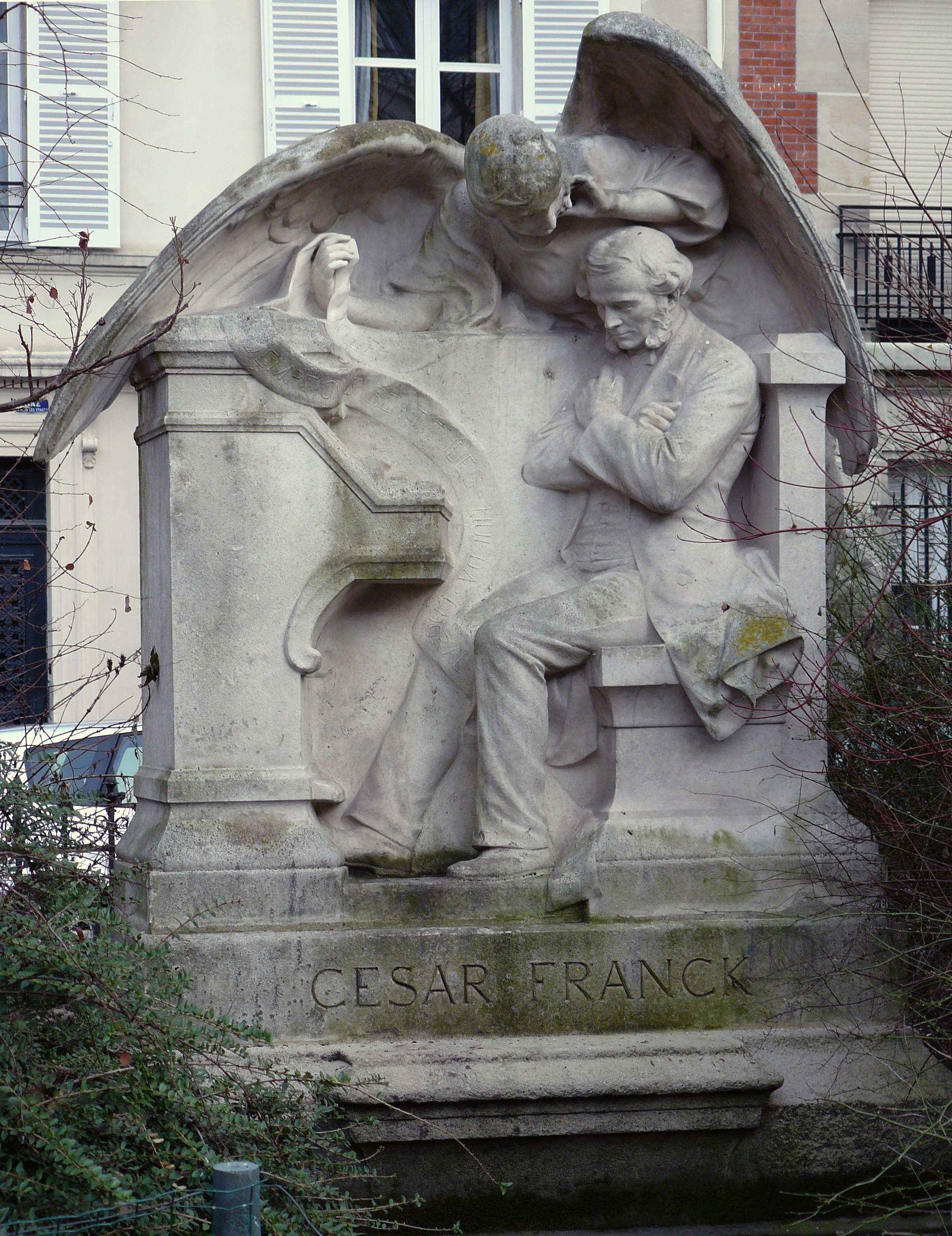
یادمان سزار فرانک در پاریس

- سونات برای ویلن و پیانو در لا ماژور
- آثاری برای ارگ و پیانو
- چهار نوازی برای سازهای زهی در ر ماژور
- واریاسیون‌های سمفونیک
- پانیس آنجلیکوس